# 1672
1672 (MDCLXXII) fue un año bisiesto comenzado en viernes, según el calendario gregoriano.

## Acontecimientos
- Isaac Newton publicó su tratado de la luz.
- Marzo - El Sínodo de Jerusalén reúne obispos y representantes de toda la cristiandad ortodoxa oriental, para discutir el dogma ortodoxo contra el desafío del protestantismo.
- 15 de marzo - Carlos II de Inglaterra firma la Declaración Real de Indulgencia, suspendiendo las leyes penalizaban a los católicos y a otros disidentes religiosos.
- 17 de marzo - Tercera guerra anglo-neerlandesa.
- 2 de mayo - en Paraguay, fray Buenaventura de Villasboas funda la villa de Itapé.
- 8 de abril - Francia declara la guerra a la República holandesa, invadiendo el país el 29 de abril.
- 1 de junio - Münster y Colonia comienzan su invasión de la República holandesa; de ahí que 1672 se conozca como het rampjaar ("el año del desastre") en los Países Bajos.
- Octubre - España comienza la construcción del fuerte de mampostería que se convertirá en el Castillo de San Marcos, diseñado para proteger a San Agustín (Florida).

## Nacimientos
- 6 de abril: André Cardinal Destouches, compositor francés de la época barroca (f. 1749).
- 20 de junio: Luis César de Borbón, conde de Vexin y abad de Saint-Germain-des-Prés. Hijo de Luis XIV y Madame de Montespan.
- 14 de junio: Luis Francisco. Hijo de Luis XIV y María Teresa de Austria.

## Fallecimientos
- 1 de marzo: María Teresa de Francia, hija de Luis XIV y María Teresa de Austria.
- 20 de abril: Juan Rana (Cosme Pérez), actor cómico español del Siglo de Oro (n. 1593).
- 4 de noviembre: Luis Francisco, hijo de Luis XIV y María Teresa de Austria.
- 16 de diciembre: Juan II, rey polaco (n. 1609).
- Luisa Francisca, hija de Luis XIV y Madame de Montespan.